# Kate Smurthwaite
Kate Smurthwaite (Londen, 9 december 1975) is een Britse stand-upcomedian en politiek activist. Ze is radicaal feminist en verschijnt regelmatig op Britse televisie en radio als commentator, waar ze haar mening en commentaar levert over onderwerpen variërend van politiek tot religie.
Ze treedt op als cabaretier in het Groot-Brittannië en overzee. Een videofragment van Smurthwaite tijdens het BBC One-discussieprogramma The Big Questions in 2010 ging viraal toen het op YouTube en andere videosites werd gedeeld onder de titel "Atheist Bitchslap" en werd meer dan 3,2 miljoen keer bekeken.

## Vroege leven
Smurthwaite werd op 9 december 1975 geboren in Londen, maar groeide op in Bury St. Edmunds in Suffolk. Van 1994 tot 1997 studeerde ze wiskunde aan het Lincoln College in Oxford. Na het verlaten van de universiteit, werkte ze in Londen en Japan als investeringsbankier, specifiek binnen converteerbare obligatie-onderzoek voor UBS Warburg.

## Komedie
Begin 2004 begon Smurthwaite als cabaretier . In 2008 was ze een finalist in de Hackney Empire New Act of the Year.
Smurthwaite is internationaal op tournee geweest in onder meer Stockholm, Tampere en meerdere keren op het Malmö Comedy Festival.
In 2011 toerde Smurthwaite als secondant van de Brits-Pakistaanse komiek Shazia Mirza en keerde ook terug naar het stadje van haar jeugd en startte het Bury St Edmunds Fringe festival. Ze treedt op bij veel benefietconcerten zoals de No More Page Three-show in het Harold Pinter Theatre, en verschijnt regelmatig op benefieten als Sex Appeal in het Bloomsbury Theatre (georganiseerd door Brook charity) en Eaves Housing in het Soho Theatre en Bloomsbury Theatre.
Smurthwaite onderwijst ook stand-upcomedy aan de City Academy in Londen.

### Edinburghse shows
- 2005 gastvrouw bij Amused Moose Hot Starlets
- 2006 soloshow Adrenaline bij de Roman Eagle Lodge
- 2007 musical Sing-Along-A-The-Joy-Of-Sex bij de Mercat Bar, groepsshow Comedy Cocktail met Lenny Peters en David Mulholland
- 2008 soloshow Apes Like Me bij de C-Soco Urban Garden, gastvrouw van de politieke discussieshow Comedy Manifesto bij de Beehive Inn
- 2009 soloshow The News at Kate bij de Voodoo Rooms, gastvrouw van de politieke discussieshow Comedy Manifesto bij de Beehive Inn, gastvrouw bij Midnight Hour variety bill show bij Canon's Gait
- 2010 soloshow The News at Kate 2010  bij de Voodoo Rooms, gastvrouw van de politieke discussieshow Comedy Manifesto bij de Beehive Inn, gastvrouw bij Midnight Hour variety bill show bij Canon's Gait
- 2011 soloshow The News at Kate 2011 bij Ciao Roma, gastvrouw van de politieke discussieshow Comedy Manifesto bij de Beehive Inn, gastvrouw bij Midnight Hour variety bill show bij Canon's Gait
- 2012 soloshow The News at Kate 2012 bij Ciao Roma, gastvrouw van de politieke discussieshow Comedy Manifesto bij Ciao Roma, gastvrouw van de Midnight Hour variety bill show bij Canon's Gait[18]
- 2013 soloshow The News At Kate 2013: My Professional Opinion bij Ciao Roma, gastvrouw van The News At Kate 2013: World Inaction  een politieke praatcomedy bij Canon's Gait.
- 2014 soloshow The News At Kate 2014: Leftie Cock Womble bij Viva Mexico, soloshow The Evolution Will Be Televised bij Ciao Roma, gastvrouw van Late With Kate een late variable bill show bij Canon's Gait
- 2015 soloshow The Wrong Sort of Feminist op het Edinburgh Fringe Festival 2015[19] en het Liverpool Comedy Festival.[20]

In 2013 ontving Smurthwaite de ThreeWeeks Editors' Award voor haar News At Kate-shows, die werden betiteld als een "Fringe Institution".
In 2014 werd haar wetenschapsshow The Evolution Will be Televised genomineerd voor een Creative Carbon Scotland Fringe Sustainable Practice Award.
Andere Edinburgh Fringe-shows waarin Smurthwaite heeft opgetreden zijn onder meer Spank!, waarin ze zowel gastvrouw was als een gastoptreden heeft gedaan, Political Animal, Nicholas Parsons' Happy Hour en SetList.

## Activisme en journalistiek
Smurthwaite is de vicevoorzitter en perswoordvoerder voor de Britse ngo Abortion Rights UK (Abortusrechten VK) en lid van het London Feminist Network en de National Secular Society. Ze is ook bestuurslid van de Edinburgh Fringe Society.

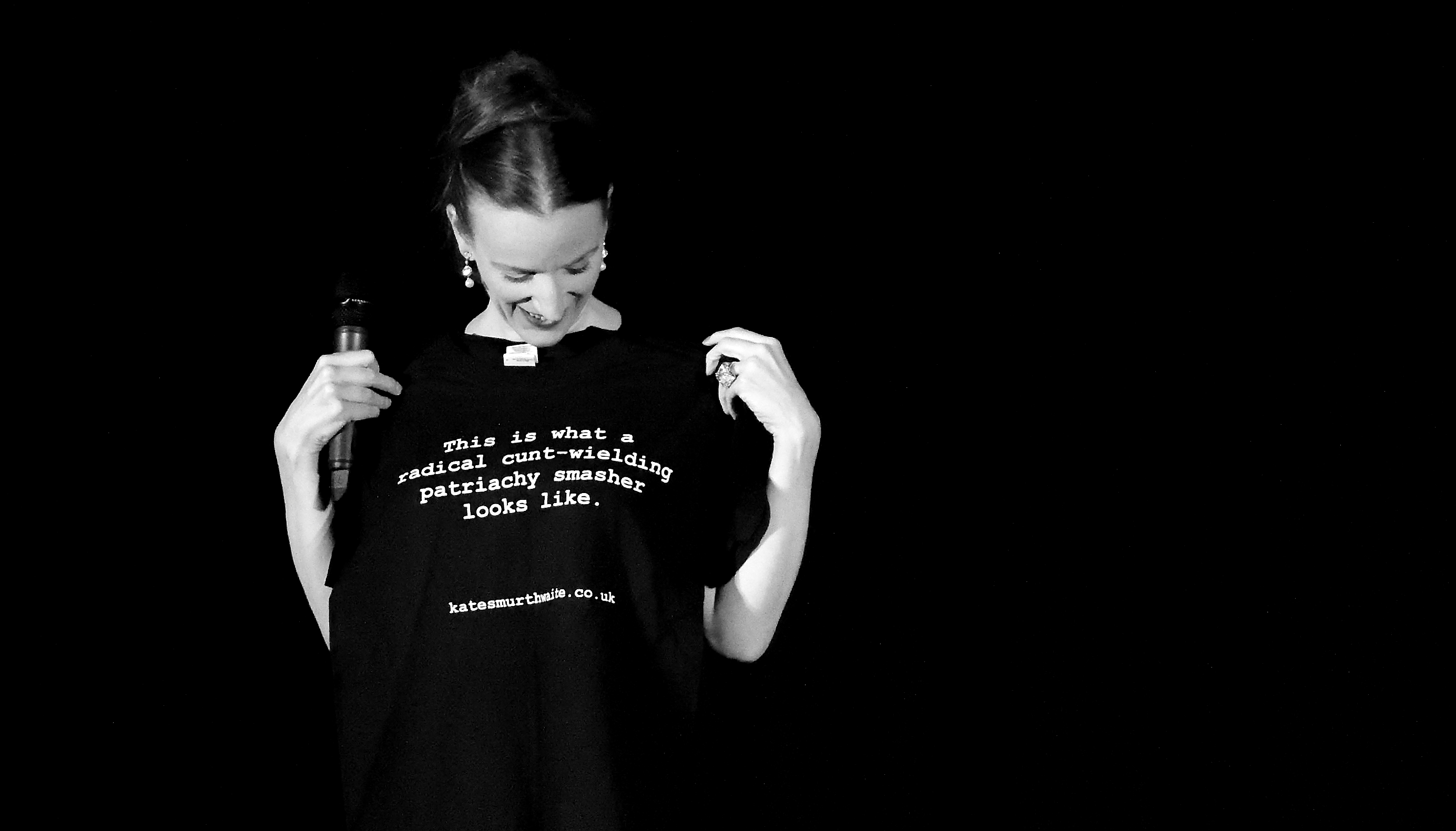
Na kritiek op de term "feminist", presenteerde Smurthwaite een alternatief (QED 2015).

In oktober 2009 nam Smurthwaite plaats op de Fourth Plint (een bekend voetstuk zonder standbeeld) op Trafalgar Square waar ze Goretti Horgan nadeed, met toestemming van de Ierse pro-choice-activist zelf. Dit als onderdeel van Antony Gormley's project One & Other. Ze gebruikte het platform om aandacht te vragen voor de ongelijke toegang tot abortus in Engeland, Schotland, Wales en Noord-Ierland.
In juli 2010 protesteerde Smurthwaite op de overdadige uitvaart van schrijver Sebastian Horsley (een bekende prostituant) met een bord waarop stond: "Where are the horse-drawn carriages for the VICTIMS of prostitution?" ("Waar zijn de paardenkoetsen voor de SLACHTOFFERS van prostitutie?"), waarvoor ze zowel lof als kritiek ontving. Smurthwaite heeft op talloze manifestaties gesproken waaronder de Rally for Free Expression. Ze protesteerde tegen het wetsvoorstel van Conservatief Lagerhuislid Nadine Dorries (dat inhield dat seksuele voorlichting enkel gericht zou worden op onthouding) en tegen de abortusrechtenbijeenkomst in Londen na de dood van de Ierse vrouw Savita Halappanavar.
Smurthwaite heeft opgetreden op het lustrumfeest van de Council of Ex-Muslims of Britain, en was gastvrouw en spreker op een aantal conferenties waaronder Feminism In London in 2008, 2009 en 2010 en Intersect in Bristol in 2012. Daarnaast heeft ze lezingen gegeven over seks en de overlap tussen atheïsme en feminisme voor studentengroepen en afdelingen van Skeptics in the Pub. In juni 2014 was ze gastspreker op de 50e verjaardag van de Birmingham Humanists.
Smurthwaite heeft geschreven voor The Guardian, Cosmopolitan, The Independent, Stylist, The Scotsman, The Huffington Post, New Internationalist, feministisch blog The F-Word, Liberal Conspiracy, Progressive Women, Big Smoke en London Is Funny. Ze heeft een vaste column in het officiële tijdschrift van de National Union of Teachers, The Teacher. Daarnaast heeft ze haar eigen actieve Cruella blog. Haar schrijfsels voor The Independent gingen onder meer over haar werk als lerares Engels voor vrouwelijke asielzoekers bij de groep Women Asylum Seekers Together, gesteund door Women for Refugee Women.

## Televisie- en radio-optredens
Smurthwaite presenteerde het ochtendprogramma van Radio Jackie in 2006 en was medepresentator op Leith FM tijdens het Edinburgh Fringe Festival 2011. Ze verschijnt vaak met Jason Mohammad op het lunchradiopraatprogramma van BBC Radio Wales en als onderdeel van de  Lady Lounge met Kath Melandri van BBC London. In mei 2012 nam Smurthwaite een programma van 15 minuten op voor de BBC Radio 4-serie Four Thought over seksisme in comedy.
Smurthwaite verscheen ook op BBC Breakfast (inclusief de eerste editie van de het programma uitgezonden vanuit Salford door MediaCityUK).
Op 25 oktober 2013 deed Smurthwaite mee aan het evenement 100 Women van de BBC. Die dag waren er debatten en discussies op radio, televisie en online waarbij de deelnemers werd gevraagd hun mening te geven over de positie van vrouwen in de 21e eeuw.
Smurthwaite was ook een met naam erkende scenarist van de tweede serie van The Revolution Will Be Televised, waarvan de eerste aflevering op 10 november 2013 werd uitgezonden op BBC Three.
Smurthwaite is als panellid verschenen op Question Time op 30 januari 2014 dat uitgezonden werd vanuit St. Andrew's and Blackfriars' Hall in Norwich.

## Prijzen
- Finalist Hackney Empire New Act of the Year 2009
- Platform 51 award April 2011[51]
- ThreeWeeks Editors' Award 2013